# Reprezentacja Norwegii w piłce wodnej kobiet
Reprezentacja Norwegii w piłce wodnej kobiet – zespół, biorący udział w imieniu Norwegii w meczach i sportowych imprezach międzynarodowych w piłce wodnej, powoływany przez selekcjonera, w którym mogą występować wyłącznie zawodnicy posiadający obywatelstwo norweskie. Za jej funkcjonowanie odpowiedzialny jest Norweski Związek Pływacki (NSF), który jest członkiem Międzynarodowej Federacji Pływackiej.